# 族 (生物)
族是生物分類法中的一個次要等級，介於亚科和屬之間，用於一些科的動物和植物的詳細分類。一个族里包含相互之间较其它属于同科的属更加接近的属。
在动物学中一个族的拉丁语学名以作为后缀，在植物学中一个族的拉丁语学名的后缀为。
詳見生物分類法。